# 空軍戦車突撃章
空軍戦車突撃章(くうぐんせんしゃとつげきしょう、ドイツ語: Panzerkampfabzeichen der Luftwaffe)は、ナチス・ドイツの勲章。

## 概要
1944年11月3日、ヘルマン・ゲーリングによって空軍野戦師団のために制定された。それまでの空軍野戦師団は陸軍の戦車突撃章または一般突撃章が授与されていた。
空軍戦車突撃章には銀章と黒章の2種類存在した。銀章は戦車の車長や砲手、操縦手、通信手や修理班、医療班などに贈られ、黒章は装甲擲弾兵や装甲部隊、同乗する医療関係者などに贈られた。
1944年11月10日には戦車突撃章と同様に25回、50回、75回、100回の4等級が導入された。
1957年にハーケンクロイツが削り取られ、非ナチ化された空軍戦車突撃章が発行されている。